# باكستر إي. بيري
باكستر إي. بيري (بالإنجليزية: Baxter E. Perry)‏ هو سياسي أمريكي، ولد في 26 أبريل 1826 في لايم في الولايات المتحدة، وتوفي في 29 أغسطس 1906 في كامدن في الولايات المتحدة. حزبياً، نشط في الحزب الجمهوري. وقد انتخب عضو مجلس نواب ماساتشوستس.